# 강남축구공원
강남축구공원(江南蹴球公園, Gangnam Football Park)은 대한민국 강원특별자치도 강릉시에 있는 스포츠 시설이다. 천연잔디 필드가 갖춰진 축구장 1면과 인조잔디 필드가 갖춰진 축구장 2면으로 구성되어 있으며, 2010년 5월에 준공되었다.

## 참고 문헌
- 〈강남축구공원〉. 《한국향토문화전자대전》. 한국학중앙연구원.[깨진 링크(과거 내용 찾기)]
- 〈강남축구공원〉. 《디지털강릉문화대전》. 한국학중앙연구원.
- “강남축구공원”. 강릉시체육시설사업소.
- 《전국 공공체육 시설 현황 (2017년말 기준)》. 대한민국 문화체육관광부. 2019.